# 安居十聖宮
安居十聖宮位於四川省遂寧市安居區西眉鎮十聖社區，文物遺址年代判定為1933年。2012年7月16日公佈為第八批四川省文物保護單位。
十聖宮建於1933年，因供奉十大聖人：伏羲、文王、周公、孔子、大上、大佛、關帝、呂祖、觀音、灶君，故名。起初是以陈仁山为首的反清社团。坐南朝北，占地面積7000平方米，建築面積6000平方米。四合院佈局，由前殿、正殿、廂房組成，四角各有一個小天井。十聖宮東側有奉氏祠，前堂、正堂、廂房皆保存完整。1935年後，遂寧縣將西眉劃為第五區設區署駐此宮。安居十聖宮規模宏大，擁有豐富的歷史信息和深厚的文化內涵，對研究民國時期宗教建築、鄉土建築具有重要參考價值。